# 統一大橋
統一大橋（トンイルおおはし、朝鮮語: 통일대교）は、大韓民国京畿道坡州市の臨津江に架かる橋。文山邑（東岸）と郡内面（東岸）を結んでおり、国道1号線（統一路）を通す。
橋の北側は民間人出入統制区域となっているため、南側に検問所が設置されており、許可を受けた者以外は通行できない。